# Bielska skala
Bielska skala je národní přírodní rezervace v katastrálním území obce Podbiel v okrese Tvrdošín v Žilinském kraji na Slovensku. Území bylo vyhlášeno v roce 1988 a jeho rozloha je 15,05 hektaru. Předmětem ochrany je reliéf Oravské vrchoviny na lokalitě s výskytem hvězdnice alpské (Aster alpinus).